# 薩姆岩
薩姆岩（英語：Thumb Rock）是南極洲的岩石，屬於威廉群島中阿根廷群島的一部分，在1935年由英國探險隊繪入地圖和命名，現時由南極條約體系管理。
 本条目引用的公有领域材料来自美国地质调查局的文档 《薩姆岩》 （資料來自地名信息系统）。